# Schloss Heisdorf

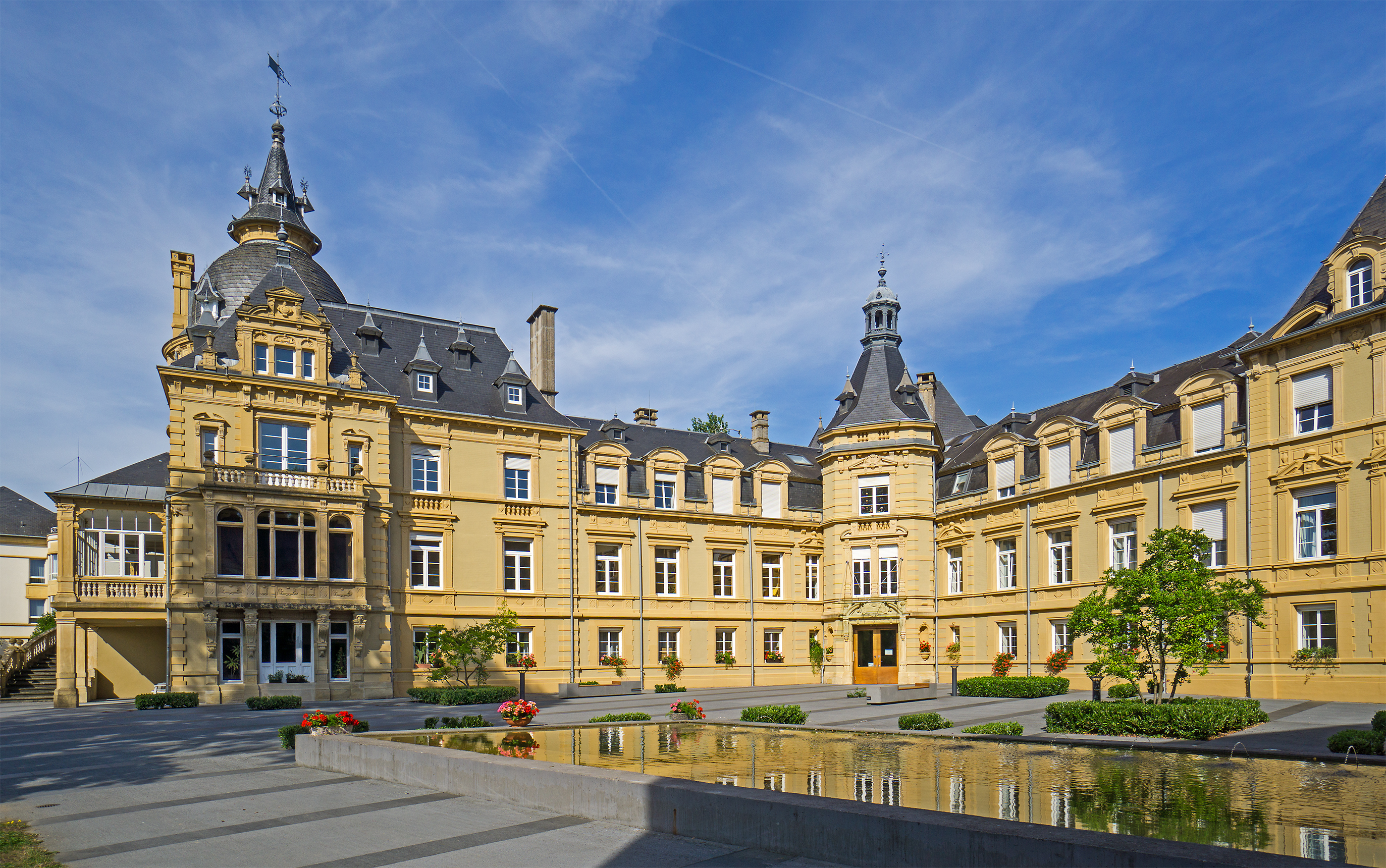
Schloss Heisdorf

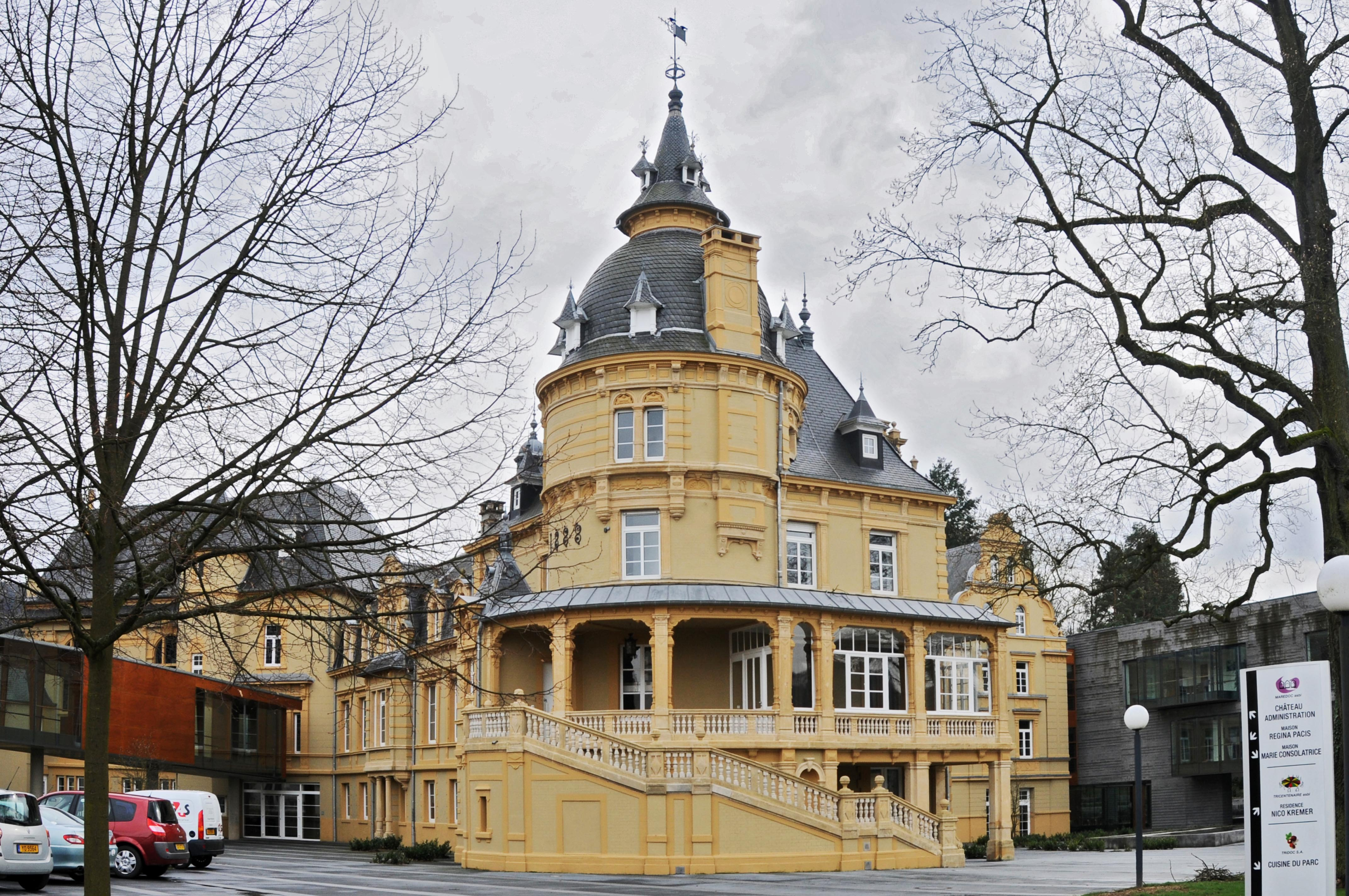
Der markante, runde Turm des Schlosses. Rechts der Umbau von 2007. Links die Verbindung zum Gebäude Regina Pacis

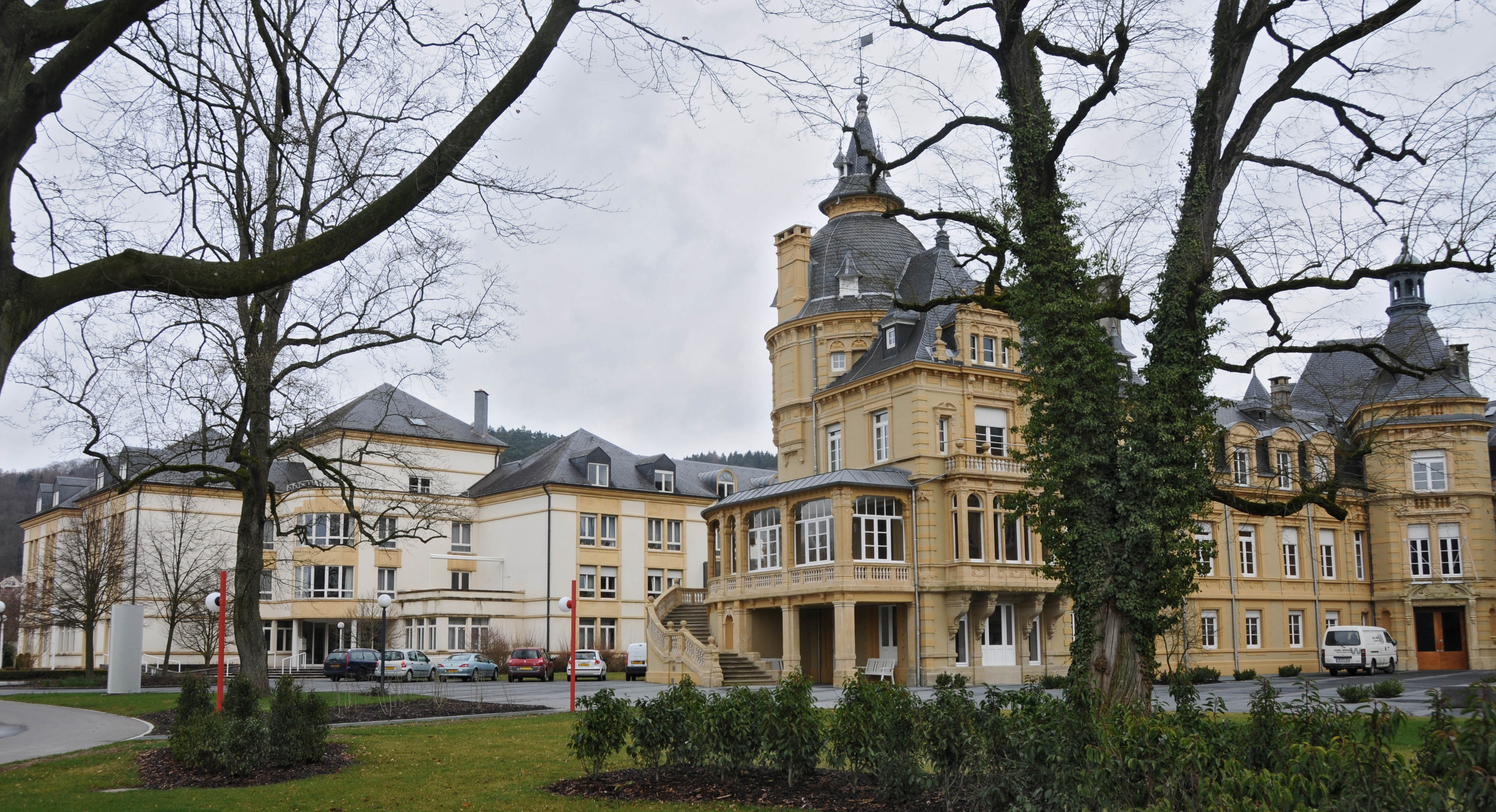
Das Schloss und das Gebäude Regina Pacis

Schloss Heisdorf (lux.: Schlass zu Heeschdref; franz.: Château de Heisdorf) ist ein ehemals herrschaftliches Anwesen im Ortsteil Heisdorf der Gemeinde Steinsel im Großherzogtum Luxemburg.

## Geschichte
Um 1000 soll sich in der Nähe des heutigen Schlosses ein Wehrturm befunden haben, dessen Ruinen bis 2006 sichtbar waren. Dieser Wehrturm soll zu einer Wasserburg und später zu einem Schloss ausgebaut worden sein. 1314 wird ein Heinrich von Stein oder de Lapide erstmals urkundlich als Herr von Heisdorf und Burgbesitzer erwähnt.
Die Eigentümer des heutigen Anwesens wechselten im Laufe der Jahrhunderte mehrfach. 1639 erwarb es Johann von Beck (franz.: Jean de Beck), Gouverneur von Luxemburg, von den Nachkommen der mittelalterlichen Herren. Er verlegte die Höchstgerichtsbarkeit nach Heisdorf, wo diese bis zur Zeit der Französischen Revolution blieb. Das von ihm errichtete Schloss wurde 1645 fertig gestellt, 1681 zerstört und 1685 wieder aufgebaut.
François und Philippe de Marchant (Eisenhüttenbesitzer in Dommeldingen) kauften 1711 das Anwesen. In der von Kaiserin Maria Theresia von Österreich 1766 angeordneten Anlegung eines Grundstückskatasters wurde festgehalten, dass das Schloss baufällig war und nur noch von einem Verwalter bewohnt wurde. 1778 wird das Anwesen von den elsässischen Familien Mohr de Waldt und de Reinach erworben. 1878 verkauften die Erben das Anwesen an den Bankier Léon Lippmann und dessen Frau Lina Nathan. Nach dem Tod von Léon Lippmann (1883) ließ Nina Lippmann-Nathan das Gebäude von Johann von Beck abreißen und bis 1888 durch das heutige Schloss ersetzen. 1910 erwarb der Mühlenbesitzer und Deputierte Anton Erpelding (franz.: Antoine Erpelding) das Schloss und verkaufte es bereits 1916 wieder an die Schwestern der Christlichen Lehre aus Nancy. Diese bauten das Schloss zu einem Wohnheim für kranke und erholungsbedürftige Mitschwestern um.
1924/1925 wurde eine Kapelle an das Schloss angebaut, und 1928 folgte ein weiterer Anbau (Pläne des Architekten Deitz, der Anbau wurde 2001 abgerissen).
Als 1930 die Hauptstraße verbreitert wurde, musste die bestehende Wehrmauer abgerissen werden und wurde drei Meter versetzt wieder aufgebaut.
Die Schwestern der Christlichen Lehre von Nancy (lux.: Schwëstere vun der Doctrine chrétienne; franz.: Sœurs de la Doctrine Chrétienne de Nancy, Abk.: DC) konnten während des Zweiten Weltkriegs eine Räumung durch die deutsche Besatzungsmacht verhindern. In weiterer Folge wurde das Schloss renoviert und zu einem Altersheim umgebaut.
1980 wurde das Schloss renoviert.
1982 wurde etwas abseits das Haus Marie-Consolatrice mit 45 Zimmern (hier befindet sich auch die Zentralküche, franz. Cuisine centrale du Parc), 1994 an die Rue de Mullendorf anstoßend (beim Haupteingang) das Haus Regina Pacis mit 37 Zimmern gebaut (daneben befindet sich der Pavillon Emile Kunsch). 1996 wurde das Haus um ein Heim für körperliche bzw. geistige Behinderte ergänzt (Foyer du Tricentenaire, auch: Haus Nico Kremer).
2007 wurde das Schloss erneut renoviert und der im modernen Stil neu erbaute Gebäudeflügel an der Stelle des 2001 abgerissenen Deitz-Gebäudteiles eröffnet (Architekturbüro Hermann & Valentiny).

## Lage
Das Schloss in Heisdorf sowie der Park und der nahe gelegene Friedhof der Schwestern der Christlichen Lehre liegen an der Hauptstraße (N7/E421) im Alzettetal der Gemeinde Steinsel im Kanton Luxemburg.

## Anwesen und Nutzung

### Schloss von Johann von Beck
Als Johann von Beck 1639 das Anwesen kaufte, ließ er ein neues Schloss errichten, das 1645 fertiggestellt wurde. Auf dem quadratischen Grundstück soll sich eine Schlossanlage befunden haben, umgeben von einer Wehrmauer und einem Turm an jeder Ecke. An der Seite zur Alzette habe sich der Turm aus dem Mittelalter mit einer Fläche von 19 × 14 m befunden. Um den Turm herum befand sich ein Wassergraben.
Das Schloss von Johann von Beck bestand aus drei Flügeln. Das Schloss wurde 1681 von französischen Invasionstruppen zerstört und 1685 wieder aufgebaut.

### Heutiges Anwesen und Nutzung
Das Schloss und der Park sind seit 1916 im Eigentum der Schwestern der Christlichen Lehre. Das Anwesen wird zusammen mit den Nebengebäuden als Pflegeheim für die Schwestern der Kongregation und auch für die Öffentlichkeit genutzt. Das weitere, das Schloss umgebende Anwesen, Park Heisdorf (franz.: Parc de Heisdorf), wurde zu Beginn des 20. Jahrhunderts von den Schwestern der Christlichen Lehre als Obstgarten und zur Viehhaltung genutzt, steht heute ebenfalls der Öffentlichkeit offen.

#### Gebäude

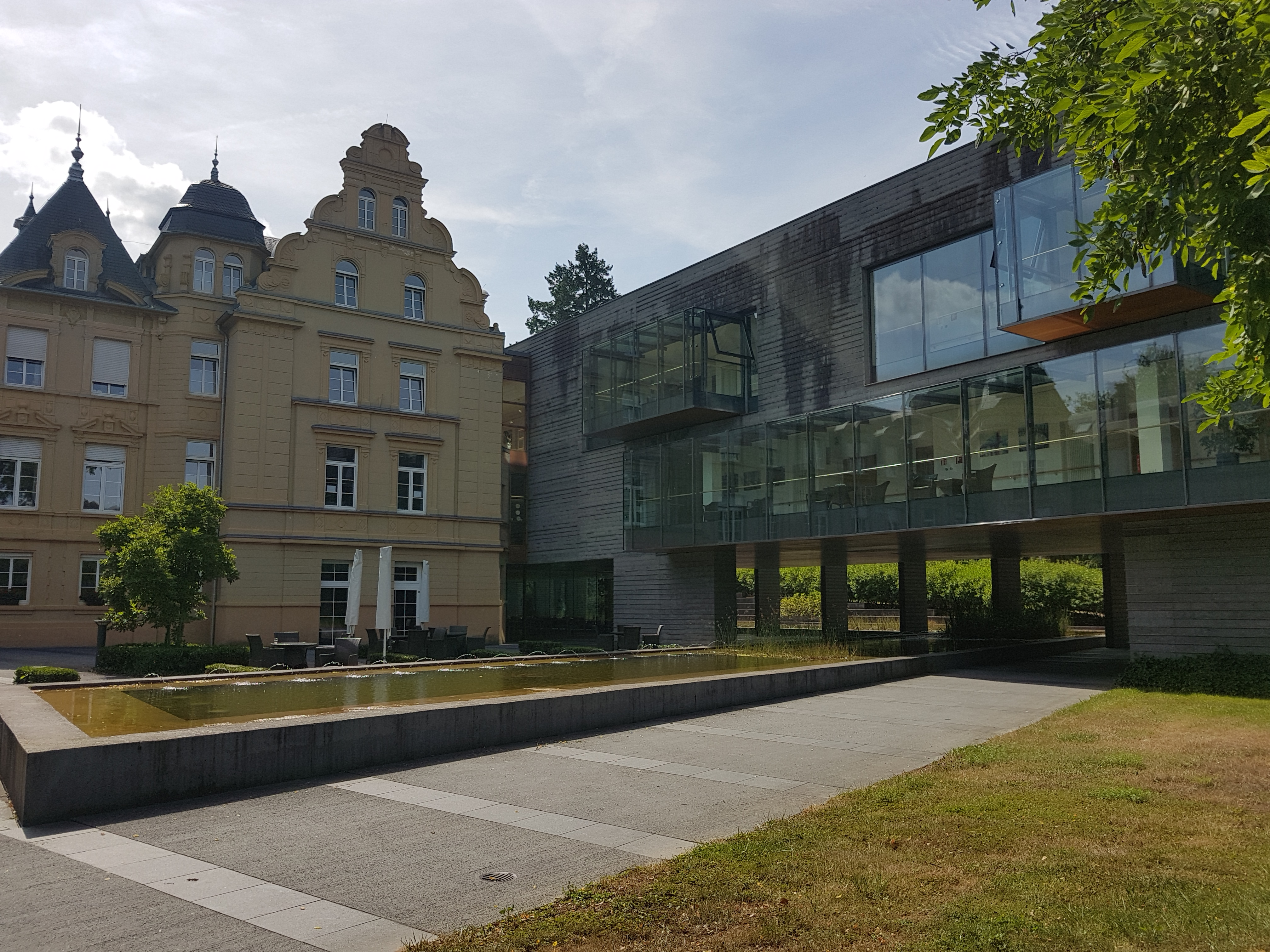
Der 2007 errichtete moderne Flügel

Das Hauptgebäude, das Schloss, ist im späten französischen Renaissance Stil (Rambouillet-Stil, siehe: Schloss Rambouillet) nach den Plänen des belgischen Architekten Charles Thirion erbaut. Die Mauern des neuen Schlosses wurden weitgehend auf den Grundmauern des Schlosses von Johann von Beck aus dem 17. Jahrhundert errichtet.
Diese bestehende Architektur wurde mehr oder weniger durch die späteren Anbauten übernommen bzw. es wurde mehr oder weniger geglückt versucht, diese zu berücksichtigen.
Die Schloss besteht aus zwei rechtwinklig zueinander stehenden Flügeln. Der Haupteingang befindet sich in der Mitte des Gebäudes, im viereckigen Turm, der die beiden Flügel verbindet.
Am eine Ende des Flügels, zur Alzette hin, steht ein runder Turm mit einem Dach in Form einer Kuppel, über der sich eine Turmspitze befindet. In diesem Turm befindet sich der Rittersaal. Von außen führt eine monumentale Präsentationstreppe in den ersten Stock des Turms.
Über dem Haupteingang befinden sich die Jahreszahlen 1645 und 1888. 1888 wurde das heutige Schloss erbaut, welches das 1645 von Jean de Beck an diesem Platz und zeitweise zerstörte Schloss ersetzte.

#### Angebaute Gebäude

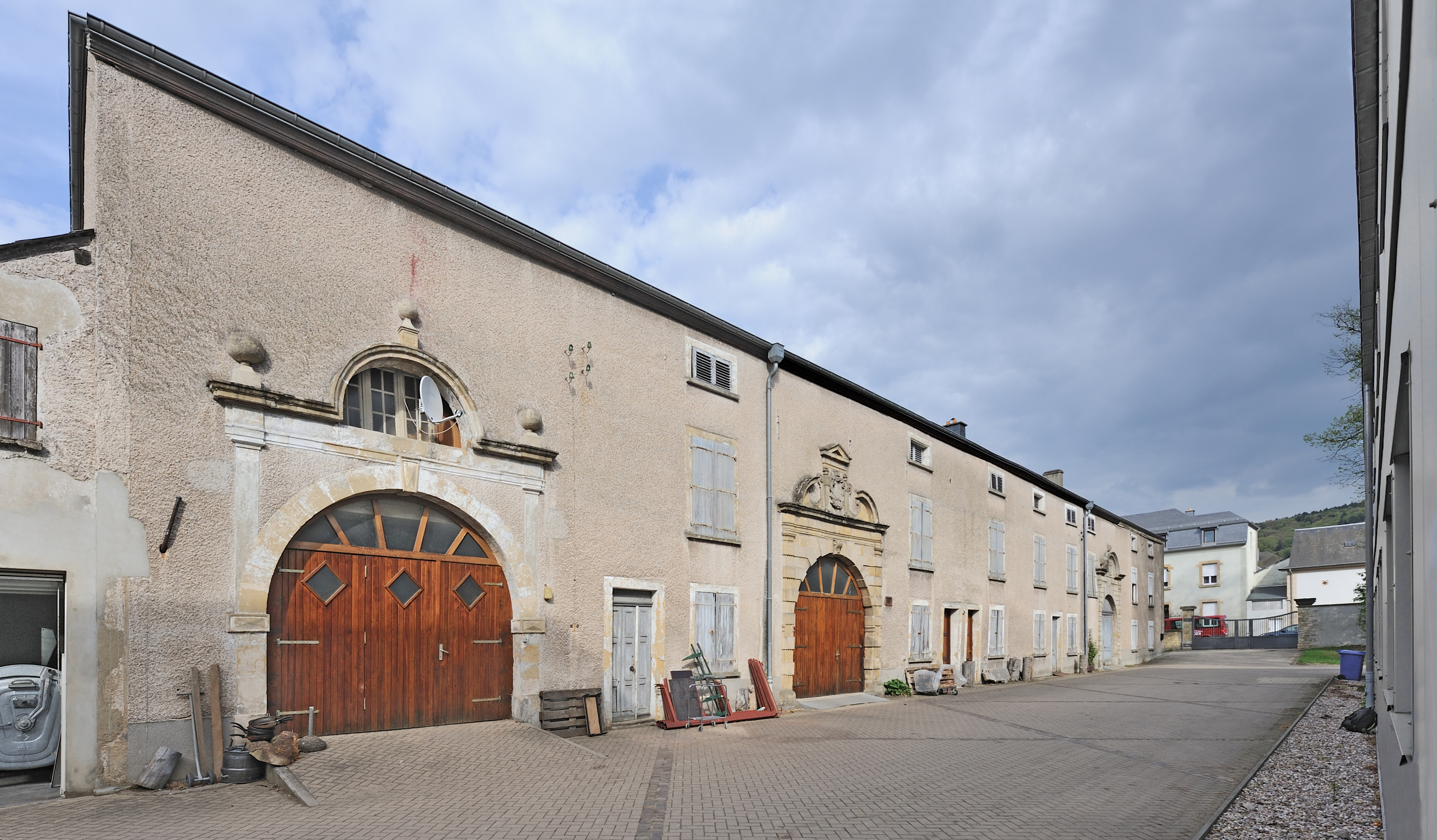
Wirtschaftsgebäude

Mit dem Schloss sind zwei weitere Gebäude direkt verbunden, das Haus Regina-Pacis, das über eine gedeckte Brücke mit dem Schloss verbunden ist. Das Haus Regina-Pacis wurde 1992 eröffnet, die Pläne stammen vom Architekten Michel Mousel. In einem sehr modernen Stil wurde ein weiterer Flügel auf der anderen Seite errichtet (in Richtung des Ortes Walferdingen). Dieser Flügel wurde 2007 fertiggestellt, die Pläne stammen vom Architekturbüro Hermann & Valentiny.
Entlang der Mëllereferstrooss steht ein Wirtschaftsgebäude aus dem frühen 19. Jahrhundert, das drei Portale aus dem vorherigen Schloss Jean de Becks enthält. Ein Portal trägt das Wappen von Jean de Beck und seiner Frau Catherine de Capelle aus dem Jahr 1645 (dies ist das Jahr, in dem das Schloss von Jean de Beck vollendet wurde).

#### Kapelle
Die Kapelle wurde erst 1924/1925 nach den Plänen der Metzer Architekten Kölling und Schlass von den Schwestern der Christlichen Lehre erbaut. Am 1. Mai 1925 hielt Bischof Pierre Nommesch die erste Messe in der Kapelle. 2005/2006 wurde die Kapelle renoviert.
Künstlerisch wertvoll sind:
- Die Darstellung eines gekreuzigten Jesus aus Holz; Die Skulptur dürfte aus einer Werkstatt in Lothringen stammen. Das Werk wurde 1983 vom Mutterhaus der Kongregation von Nancy nach Heisdorf gebracht;
- Kreuzwegstationen (lux.: Kräizstatiounen) aus Email von der Firma Schwarzmann aus Trier;
- blaue Glasfenster von Gustav Zanter.

#### Gebäude im Park

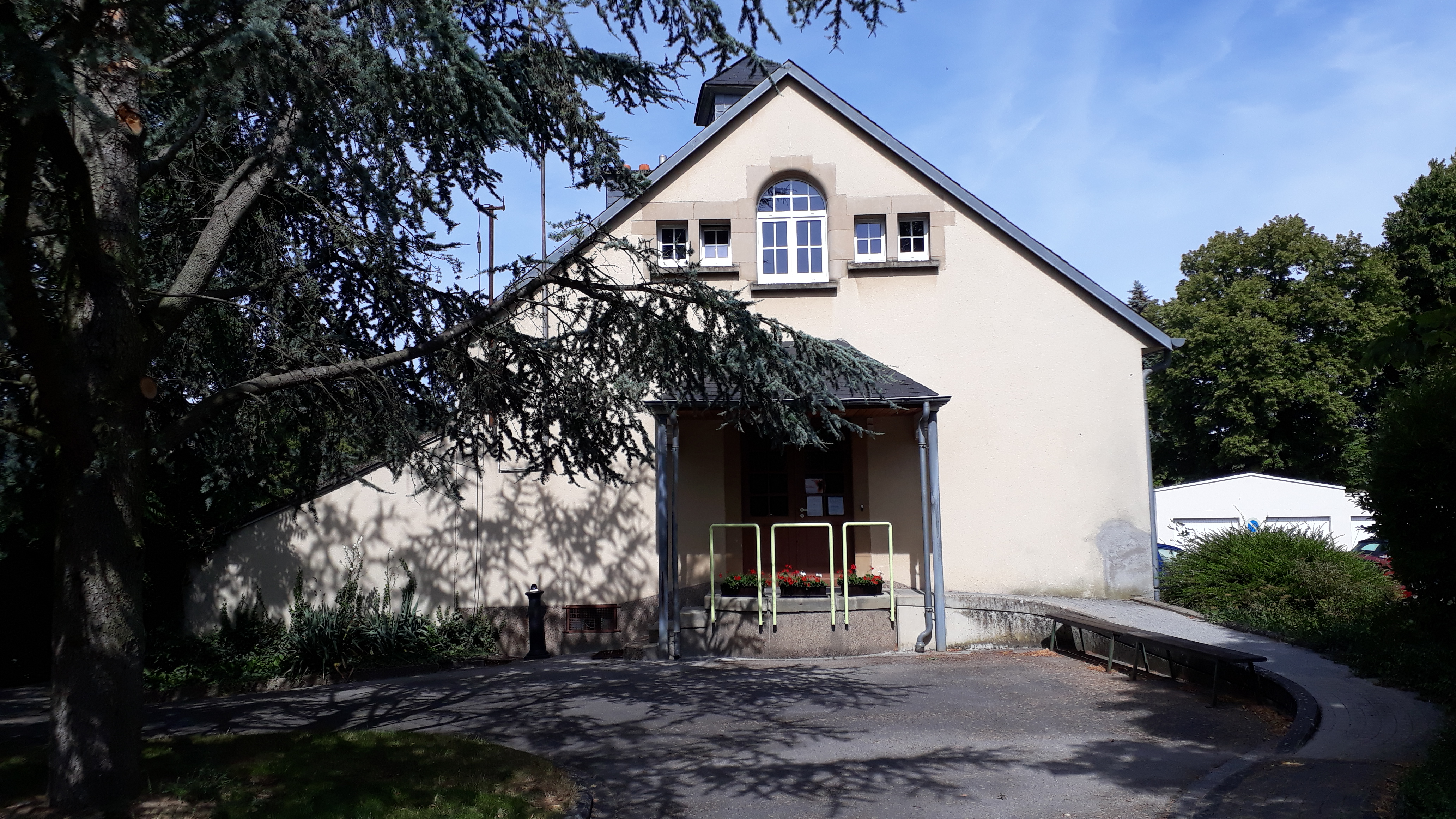
Haus Nico Kremer, auch: Foyer du Tricentenaire

Im Park des Schlosses befinden sich drei separate Gebäude, die für soziale Zwecke genutzt werden:
- das Haus Marie Consolatrice (1982 errichtet, ein Altersheim);
- das Haus Nico Kremer, auch Foyer du Tricentenaire genannt (1996 errichtet, ein Haus für behinderte Menschen);
- das Chalet Ginkgo (die ehemalige Waschküche) wird seit 1980 für Jugendgruppen genutzt.

#### Park

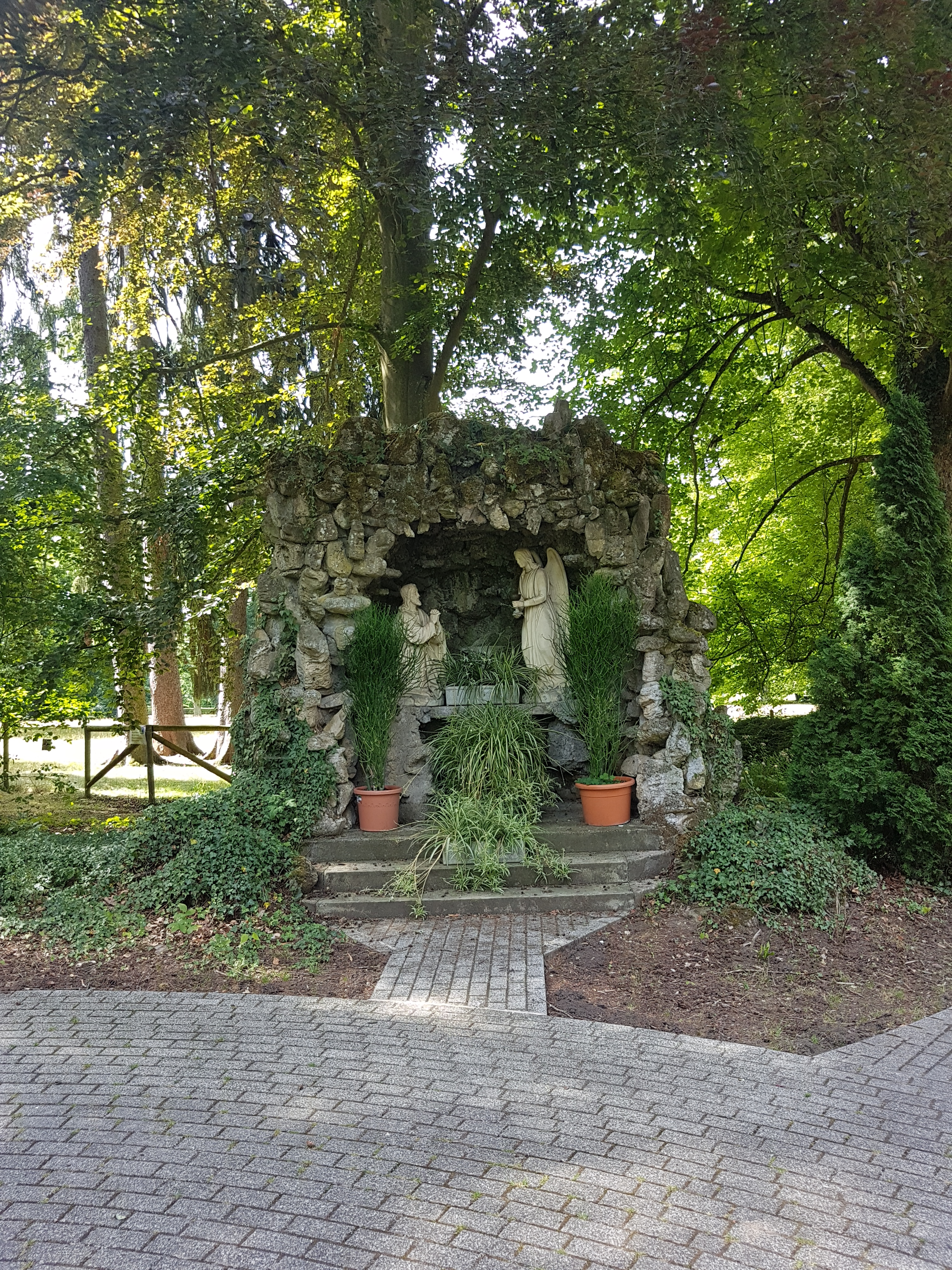
Grotte im Park

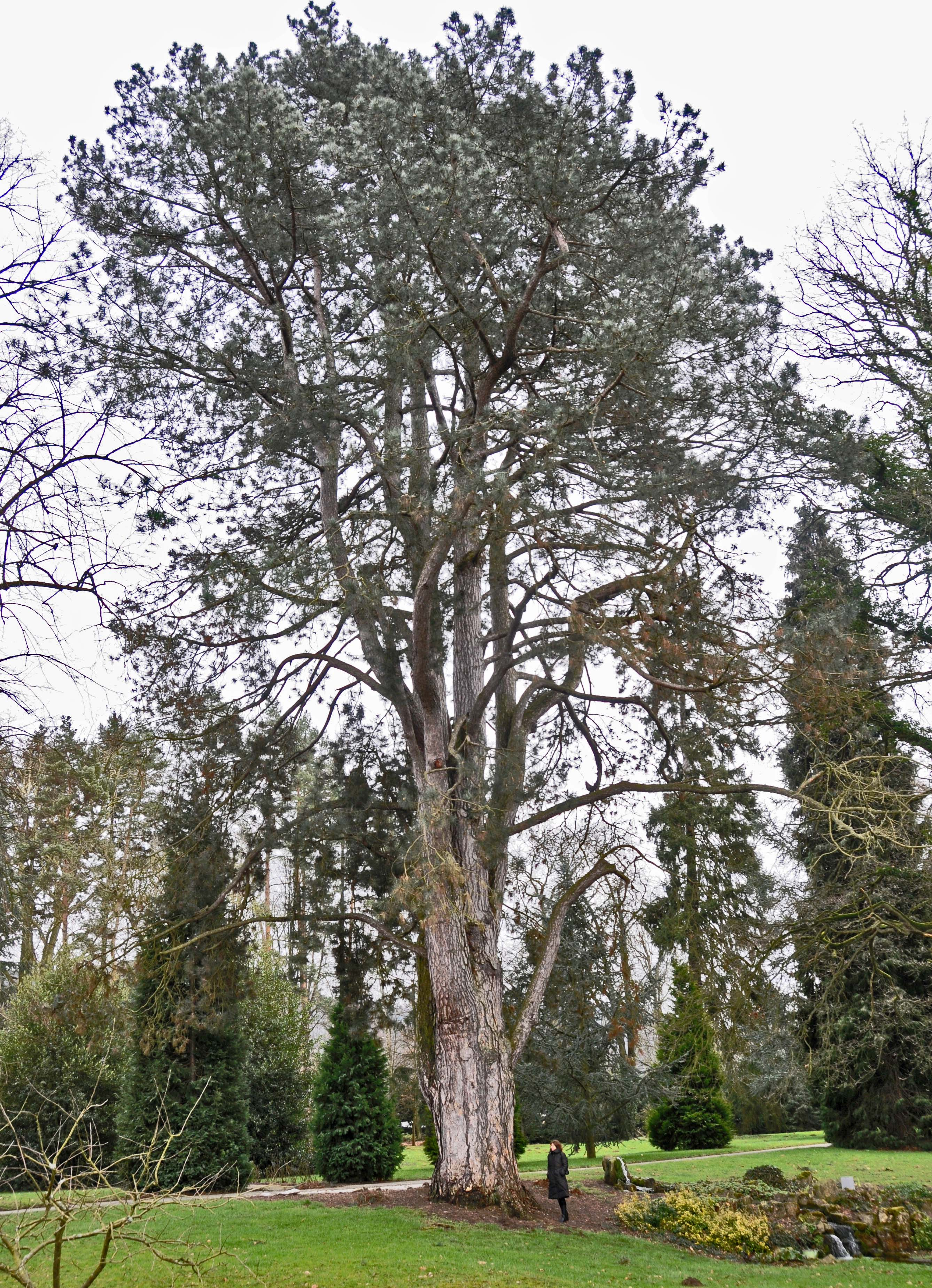
Die bemerkenswerte Schwarzkiefer

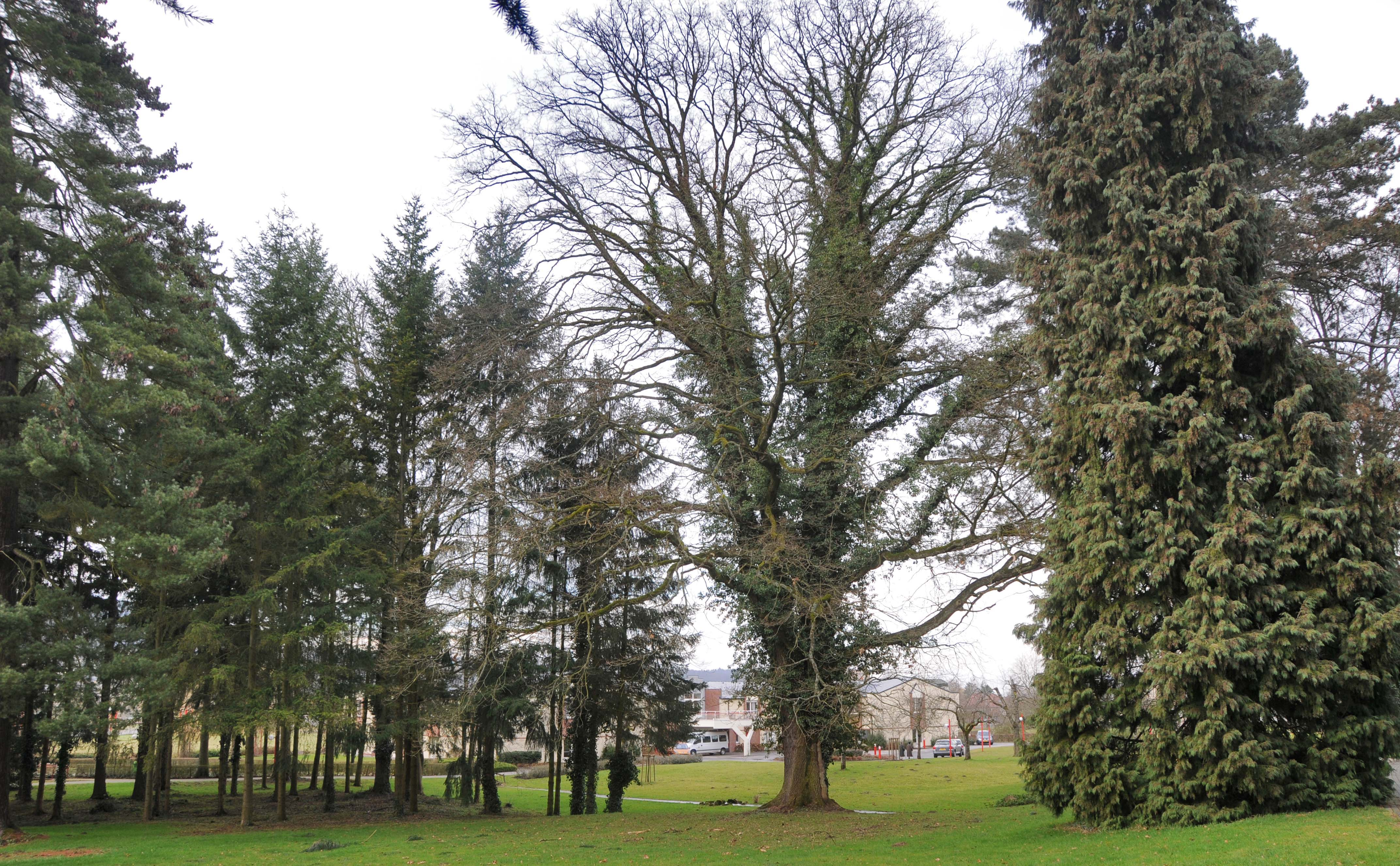
Die bemerkenswerte Eiche

Das Anwesen umfasst einen großen Park entlang der Hauptstraße (Rue de Luxembourg), von der er durch eine hohe Mauer getrennt ist. Der Park wurde kurz nach 1910 vom damaligen Eigentümer Anton Erpelding renoviert, die alten Bäume blieben dabei weitgehend erhalten. Die Ruine des mittelalterlichen Turms wurde in den neuen Park integriert. 2006, als die Mauern des Turms einstürzten, wurde die Ruine zusammen mit einer Lourdes-Grotte entfernt.
Zwei dieser Bäume, eine Schwarzkiefer (Pinus nigra) und eine Stieleiche (Quercus robur), zählen zu den bemerkenswertesten Bäumen in Luxemburg (lux.: Bemierkenswäert Beem zu Lëtzebuerg). Beide Bäume sind etwa 175 Jahre alt.
Die Schwarzkiefer (lux.: Schwaarzkifer) soll der imposanteste ihrer Art in Luxemburg sein. 1981 wurde der Baum zum zwölftdicksten Baum in Luxemburg gekürt. Die Schwarzkiefer ist auch unter dem Namen Baum von Prinz Henri (lux.: Bam vum Prënz Henri, nach Heinrich von Oranien-Nassau) benannt. Heinrich von Oranien-Nassau wohnte im Schloss Walferdingen und besuchte öfter seinen Freund und Nachbarn, den Bankier Léon Lippmann (1808–1883), in seinem Schloss in Heisdorf. Beide gingen oft im Park spazieren und unterhielten sich unter diesem Baum. Daher der Name des Baumes.
Der Stammumfang des Baumes, gemessen in Brusthöhe, wurde wie folgt festgestellt:
- 1907: 3,73 m
- 1958: 4,60 m
- 1980: 5,00 m, bei einer Höhe von 26 m
- um 2000: 5,27 m, bei einer Höhe von 26 m

Die Stilleiche (lux.: Stilleech) steht etwa 50 m von der Schwarzkiefer entfernt. Dieser Baum wurde im Jahr 2002 zum ersten Mal auf der Liste der bemerkenswerten Bäume aufgenommen. Der Stamm ist mit Efeu bewachsen. 2000 wurde ein Stammumfang in Brusthöhe von etwa 4,33 m (der genaue Wert ist aufgrund des Efeus unsicher) und einer Höhe von 29 m gemessen.

#### Friedhof
Anschließend an den Park ist der Friedhof der Schwestern der Christlichen Lehre aus Nancy (franz.: Cimetiére des Sœurs de la Doctrine Chrétienne de Nancy).